# Kopka (Masyw Śnieżnika)
Kopka (546 m n.p.m.) – wzniesienie w południowo-zachodniej Polsce w Sudetach Wschodnich, w Masywie Śnieżnika – Krowiarkach.

## Położenie
Wzniesienie, położone w Sudetach Wschodnich, w północno-wschodniej części Masywu Śnieżnika, w grzbiecie Krowiarek odchodzącym ku północnemu wschodowi od Przełęczy Puchaczówka, około 2 km na północny zachód od miasteczka Lądek-Zdrój. Tworzy ono południową, niższą kulminację masywy Radoszki. Na południe od niej wznosi się bezimienne wzniesienie o kocie 546 m n.p.m. Na południu, niewyraźny grzbiet łączy cały masyw z Siniakiem i pozostałą częścią Krowiarek.

## Budowa geologiczna
Wzniesienie zbudowane ze skał metamorficznych należących do metamorfiku Lądka i Śnieżnika, w części szczytowej i północnej z gnejsów, południowych zboczy z łupków łyszczykowych serii strońskiej. Gnejsy tworzą niewielkie skałki na zboczach.

## Roślinność
Wzniesienie porasta las świerkowy i mieszany regla dolnego, u podnóży rozciągają się łąki i pola orne.